# Dávid Janiczak
Dávid Janiczak (* 4. březen 1987, Ózd) je maďarský básník a politik maďarsko–polského původu, od roku 2014 starosta města Ózd, od roku 2016 místopředseda Hnutí za lepší Maďarsko (Jobbik).

## Životopis
Narodil se v roce 1987 ve městě Ózd v župě Borsod-Abaúj-Zemplén v tehdejší Maďarské lidové republice do národnostně smíšené maďarsko–polské rodiny. Studoval na střední škole Szemere Bertalan Szakképző Iskola a na vysoké škole Eszterházy Károly Főiskola. Je amatérským grafikem a básníkem. Se svou básní s názvem János bácsi 2061 získal druhé místo v soutěži Aranytoll.

### Politická kariéra
Roku 2009 vstoupil do pravicového Hnutí za lepší Maďarsko a později se stal i předsedou místního stranického sdružení ve městě Ózd. V roce 2016 byl zvolen místopředsedou Jobbiku.
V komunálních volbách 2014 kandidoval za Jobbik na post starosty ve městě Ózd, ve kterém byla vysoká nezaměstnanost a také zde žije početná romská menšina. Tehdy porazil o pouhých 66 hlasů tehdejšího starostu Pála Fürjese kandidáta Fidesz–KDNP. Výsledky této volby však byly napadeny a hlasování se proto muselo opakovat. V opakovaném hlasování, které se konalo 9. listopadu téhož roku, již Janiczak zvítězil o více než 5000 hlasů. Po oznámení definitivních výsledků Janiczaka doprovodil na radnici několikatisícový dav, který se předtím shromáždil v ulicích s cílem oslavovat. Úřadu se ujal 13. listopadu 2014 a slib starosty složil 20. listopadu. Stal se tak jedním z nejmladších starostů v Maďarsku, bylo mu tehdy 27 let.
V parlamentních volbách 2018 kandiduje na 10. místě na celostátní kandidátní listině hnutí Jobbik.